# Baden (Ucrania)
Baden (ucraniano: Очеретівка; ruso: Очеретовка) fue una localidad en la costa este del Reservorio Cuciurgan. Ahora forma parte de la ciudad ucraniana de Kuchurhan en el Raión de Rozdilna del Óblast de Odesa.
La localidad fue establecida en 1808 por los alemanes inmigrantes del valle Kutschurgan, luego parte del Imperio ruso. Estaba al sur de la ciudad alemana de Kuchurhan y al norte de Selz (actualmente Lymans'ke). Los alemanes restantes que aún residían allí fueron desplazados del área por el ejército soviéticos en 1944.